# Hidrolândia (Goiás)
Hidrolândia est une municipalité brésilienne de l'État de Goiás et la microrégion de Goiânia.